# Fender (musikalbum)
Fender är en singel av Loosegoats, utgiven på skivbolaget Startracks 1998. Skivan trycktes endast i 300 exemplar och medföljde som en bonusskiva till albumet For Sale by Owner.

## Låtlista
1. "Fender"
2. "River Raffle"
3. "Disdialogic"
4. "Lava"